# Дом начальника Алтайского горного округа
Дом начальника Алтайского горного округа — памятник архитектуры первой половины XIX века, один из символов Барнаула. Расположен в Центральном районе города на проспекте Ленина.
Двухэтажное кирпичное здание в стиле русского классицизма по проекту архитектора Я. Н. Попова построено в 1827 году для П. К. Фролова, бывшего в ту пору начальником Алтайского горного округа. В 1829 году здесь у Фролова бывал в гостях немецкий учёный естествоиспытатель Александр фон Гумбольдт. С 1847 по 1850 год в доме проживал известный русский металлург, Томский гражданский губернатор и глава алтайских заводов — П. П. Аносов. Во время крупного пожара 1917 года здание сильно пострадало и было реконструировано в 1925—1926 годах архитекторами М. Ф. Федеровским и С. Р. Надольским. В результате перестройки оно было расширено, изменилась его внутренняя планировка, приспособленная для общественного учреждения. Фасады получили богатое оформление, в том числе скульптуру, изображающую рабочего и крестьянина с атрибутами труда. В 1977 году на фасаде здания укреплена мемориальная доска с текстом: «Здесь с 5 марта по 2 мая 1917 года работал Барнаульский Совет рабочих и солдатских депутатов».
В настоящее время здесь размещается администрация Барнаула и Барнаульская городская дума.
Согласно легенде, живший в этом доме в XIX веке генерал из ревности замуровал живьём в стену свою молодую жену. Она же стала являться посетителям здания в качестве привидения. Эта история легла в основу пьесы Марка Юдалевича «Голубая дама».